# Colimes
Colimes, también conocida como Santa Rosa de Colimes, es una ciudad ecuatoriana, cabecera cantonal del Cantón Colimes, perteneciente a la Provincia de Guayas. Se localiza al centro de la región litoral del Ecuador, en la desembocadura del río Colimes en el río Daule. En el censo de 2022 tenía una población de 7619 habitantes, lo que la convierte en la centésima décima séptima ciudad más poblada del país.

## Toponimia
En la era prehispánica el territorio estuvo poblado por descendientes de los Perica que vivieron a las orillas del río Daule y posteriormente se denominaron Colinos. 

## Historia
Colimes pertenecía al cantón Balzar, como parroquia de este. El Ab. Adolfo Santistevan Bayas quien inició el proyecto de cantonización en los tiempos de la dictadura militar, pero fue abandonado por falta de apoyo. Posteriormente, un nuevo grupo de colimeños, entre los que se contaban Aracely Carbo, Matilde Luna, Carlos Briones, Virgilio Rivas, Carlos Bravo, junto con el prestante sacerdote irlandés Desmond Oliver Dalton, quien había llegado a Colimes a inicios de los años 80, retomaron el movimiento Pro-cantonización de Colimes. Este se cantonizó el 29 de abril de 1988. La Ley de Creación del Cantón Colimes indica que "ha logrado un notable desarrollo en lo poblacional, cult ural, urbanístico y económico" razones que la elevaron a la categoría de cantón. El Gobierno de León Febres Cordero negó en primera instancia la cantonización insistiendo el presidente del Congreso Jorge Zavala Baquerizo, al año siguiente, decretando la cantonización por el imperio de la ley.
En la época de la cantonización se realizaron las primeras elecciones, quedando electo entonces como Presidente del Consejo Cantonal Víctor Hugo Rendón, quien fue el primer presidente del Concejo.

## Gobierno municipal
La ciudad y el cantón Colimes, al igual que las demás localidades ecuatorianas, se rige por una municipalidad según lo estipulado en la Constitución Política Nacional. La Alcaldía de Colimes es una entidad de gobierno seccional que administra el cantón de forma autónoma al gobierno central. La municipalidad está organizada por la separación de poderes de carácter ejecutivo representado por el alcalde, y otro de carácter legislativo conformado por los miembros del concejo cantonal.

## Cultura

### Pueblo Montubio
El Pueblo Montubio en particular surge del mestizaje entre indígenas, negros y blancos a inicios del siglo XV y fue afirmando su identidad propia a finales del siglo XVIII, con características particulares y múltiples manifestaciones artísticas y culturales, que se expresan y consolidan en sus bailes, danzas, músicas, amorfinos, contra – punto, rodeo montubio; en su vestimenta, vocablos propios, uso de herramientas y utensilios de trabajo; en la extensa y rica recreación literaria sobre sus costumbres, modo de vida, etc., expuesta por grandes escritores literarios, poetas e historiadores como José de la Cuadra, José Gallegos Lara, Demetrio Aguilera, Alfredo Pareja, Horacio Hidrovo, Jaime Galarza, Guido Garay, entre otros intelectuales; con obras y personajes literarios como “Los Sangurimas”, “La Tigra”, “A la Costa”, “Banda de Pueblo”, “Jotel Colimes”, por poner ejemplos.
Entre los eventos programados destaca el Rodeo Montubio de Colimes, cuyo objetivo es demostrar la pericia y destreza de los jinetes para domar caballos. Se lo realiza anualmente el 12 de octubre para conmemorar el día de la raza; y la fiesta de cantonización que es el 29 de abril.

### Gastronomía
En cuanto a gastronomía podemos disfrutar de bollos de pescado, seco de gallina, muchines de yuca y de verde, y el seco de pato.

## Economía
El arroz es el principal cultivo que se da en la zona, le sigue el maíz, y en menor cantidad, aún se produce el cacao, el café, tabaco, banano, fréjoles y frutas tropicales como maracuyá, mangos, naranjas, mandarinas, papayas y otras.